# Чемпионат мира по лёгкой атлетике 2017 — эстафета 4×400 метров (женщины)
Соревнования в эстафете 4×400 метров у женщин на чемпионате мира по лёгкой атлетике 2017 года прошли 12 и 13 августа в британском Лондоне на Олимпийском стадионе.
К соревнованиям были допущены 16 сильнейших сборных мира. Первые 8 команд-участниц определились в апреле 2017 года — ими стали все финалисты чемпионата мира по эстафетам, прошедшего на Багамских Островах. Оставшиеся 8 мест были распределены по итогам рейтинга, в зачёт которого шли два лучших результата сборных, показанные в период с 1 января 2016 года по 23 июля 2017 года.
Действующим чемпионом мира в эстафете 4×400 метров являлась сборная Ямайки.

## Медалисты

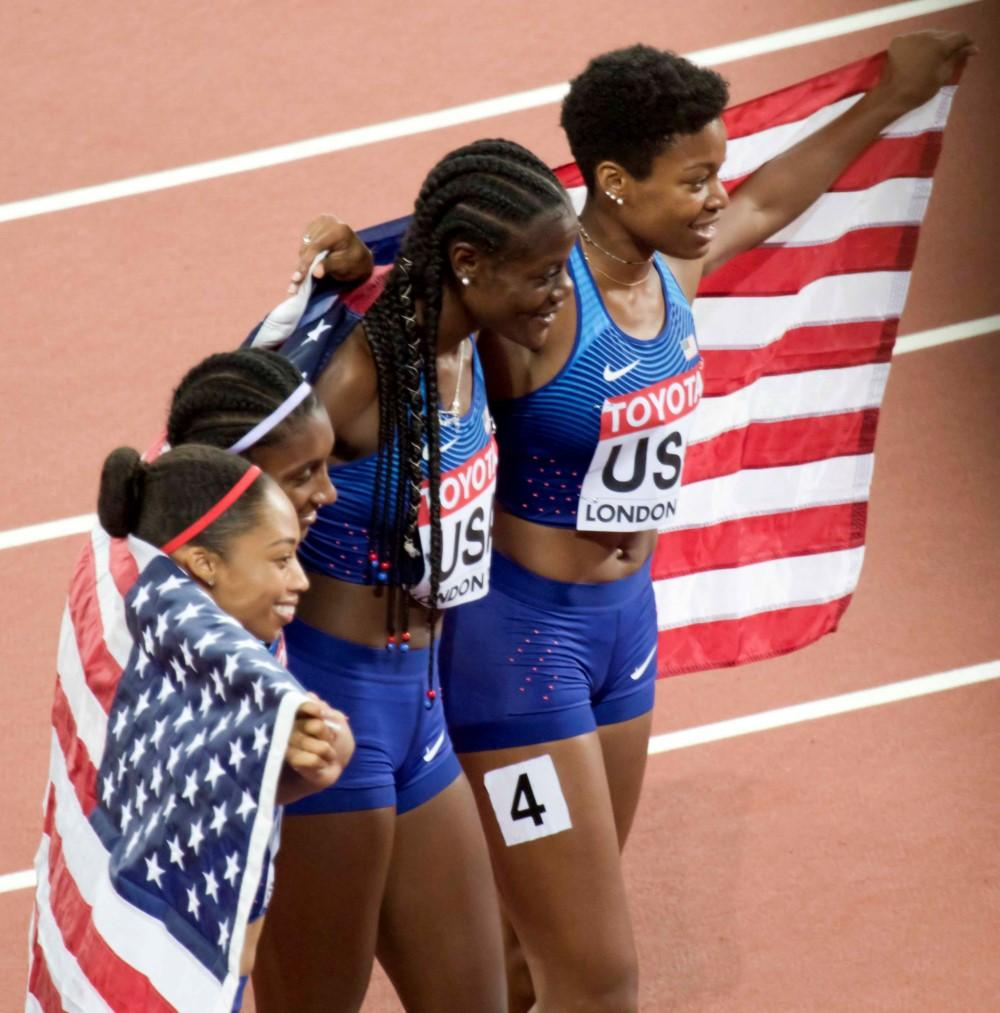
Чемпионки мира из США (слева направо): Феликс, Хейз, Уимбли, Фрэнсис

| Золото                                                                                                 | Серебро                                                                                        | Бронза |
| США · Куанера Хейз · Эллисон Феликс · Шакима Уимбли · Филлис Фрэнсис · Кендалл Эллис · Наташа Хастингс | Великобритания · Зои Кларк · Лавиаи Нильсен · Эйлид Дойл · Эмили Даймонд · Перри Шейкс-Дрейтон | Польша · Малгожата Голуб · Ига Баумгарт · Александра Гаворская · Юстина Свенти · Патриция Выцишкевич · Мартина Домбровская |

## Рекорды
До начала соревнований действующими были следующие рекорды.
| Мировой рекорд                 | СССР · Татьяна Ледовская · Ольга Назарова · Мария Пинигина · Ольга Брызгина        | 3.15,17 | Сеул, Южная Корея  | 1 октября 1988  |
| Рекорд чемпионатов мира        | США · Гвен Торренс · Майсел Мэлоун · Наташа Кайзер-Браун · Джерл Майлз             | 3.16,71 | Штутгарт, Германия | 22 августа 1993 |
| Лучший результат сезона в мире | Орегонский университет Макензи Данмор Деаджа Стивенс Элексис Густер Рейвин Роджерс | 3.23,13 | Юджин, США         | 10 июня 2017    |

## Расписание
| Дата            | Время | Раунд соревнований     |
| --------------- | ----- | ---------------------- |
| 12 августа 2017 | 11:20 | Предварительные забеги |
| 13 августа 2017 | 20:55 | Финал                  |

Время местное (UTC+1:00)

## Результаты
Обозначения: Q — Автоматическая квалификация | q — Квалификация по показанному результату | WR — Мировой рекорд | AR — Рекорд континента | CR — Рекорд чемпионатов мира | NR — Национальный рекорд | WL — Лучший результат сезона в мире | SB — Лучший результат в сезоне | DNS — Не стартовали | DNF — Не финишировали | DQ — Дисквалифицированы

### Предварительные забеги
Квалификация: первые 3 команды в каждом забеге (Q) плюс 2 лучших по времени (q) проходили в финал.
| Место | Команда                                                                                  | Забег | Результат | Примечания |
| ----- | ---------------------------------------------------------------------------------------- | ----- | --------- | ---------- |
| 1     | США (Куанера Хейз, Кендалл Эллис, Шакима Уимбли, Наташа Хастингс)                        | 1     | 3:21.66   | Q, WL      |
| 2     | Ямайка (Анастасия Лерой, Анниша Маклафлин-Уилби, Крисанн Гордон, Стефени Энн Макферсон)  | 2     | 3:23.64   | Q, SB      |
| 3     | Великобритания (Зои Кларк, Лавиаи Нильсен, Перри Шейкс-Дрейтон, Эмили Даймонд)           | 1     | 3:24.74   | Q, SB      |
| 4     | Нигерия (Патьенс Джордж, Глори Натаниэль, Эмеральд Эгвим, Инка Аджайи)                   | 2     | 3:25.40   | Q, SB      |
| 5     | Германия (Рут София Шпельмайер, Надин Гонска, Свея Кёрбрюк, Лаура Мюллер)                | 2     | 3:26.24   | Q, SB      |
| 6     | Польша (Малгожата Голуб, Патриция Выцишкевич, Мартина Домбровская, Ига Баумгарт)         | 2     | 3:26.47   | q, SB      |
| 7     | Ботсвана (Кристин Ботлогетсве, Лидия Джеле, Галефеле Мороко, Амантле Мончхо)             | 1     | 3:26.90   | Q, NR      |
| 8     | Франция (Дебора Сананес, Эстель Перроссье, Агнес Рааролаи, Элеа-Марьяма Диарра)          | 1     | 3:27.59   | q, SB      |
| 9     | Италия (Мария Бенедикта Чигболу, Мария Энрика Спакка, Либания Гренот, Айомиде Фолорунсо) | 2     | 3:27.81   | SB         |
| 10    | Австралия (Аннелиз Руби, Элла Коннолли, Лорен Уэллс, Морган Митчелл)                     | 1     | 3:28.02   | SB         |
| 11    | Канада (Карлин Мьюр, Айянна Стиверн, Травия Джонс, Наташа Макдональд)                    | 1     | 3:28.47   | SB         |
| 12    | Украина (Екатерина Климюк, Ольга Бибик, Татьяна Мельник, Анастасия Брызгина)             | 2     | 3:31.84   |            |
| 13    | ЮАР (Юстин Пальфраман, Гена Лёфстранд, Ариане Нель, Венда Нель)                          | 2     | 3:37.82   | SB         |
| 14 !  | Багамские Острова (Ланес Кларк, Кристин Амертил, Антоника Страчан, Шакуания Дорсетт)     | 2     | DNF       |            |
| 15 !  | Индия (Джисна Мэтью, Пувамма Мачеттира, Анилда Томас, Нирмала Шеоран)                    | 1     | DQ        |            |
| 15 !  | Нидерланды (Мадия Гафур, Лизанне Де Витте, Лаура Де Витте, Ева Ховенкамп)                | 1     | DQ        |            |

### Финал
Финал в эстафете 4×400 метров у женщин состоялся 13 августа 2017 года. Судьба золотых медалей решилась уже на втором этапе. Единственной сборной, которая могла побороться с США за первенство, была Ямайка, однако её участница Анниша Маклафлин-Уилби сошла с дистанции через 100 метров после передачи эстафетной палочки. В свою очередь американка Эллисон Феликс показала на своём этапе лучшее время среди всех участниц финала (48,64) и решила вопрос о чемпионстве: отставание остальных команд на середине дистанции превысило три секунды. В активе Феликс после этого финала стало 16 медалей чемпионатов мира — абсолютный рекорд, прежними лидерами были ямайские спринтеры Усэйн Болт и Мерлин Отти (по 14). По количеству золотых наград (11) она сравнялась с рекордом Болта. В Лондоне Феликс стала двукратной чемпионкой мира в эстафетах и выиграла бронзу в беге на 400 метров. Филлис Фрэнсис, бежавшая за США на последнем этапе, одержала вторую победу на чемпионате после триумфа на дистанции 400 метров.
Остальные команды боролись за серебряные медали: они достались бегуньям из Великобритании, на протяжении трёх этапов уверенно сохранявших второе место. Первую медаль в истории чемпионатов мира в женской эстафете 4×400 метров завоевала Польша, финишировавшая третьей.
| Место | Команда                                                                               | Результат | Примечания |
| ----- | ------------------------------------------------------------------------------------- | --------- | ---------- |
| 1     | США (Куанера Хейз, Эллисон Феликс, Шакима Уимбли, Филлис Фрэнсис)                     | 3:19.02   | WL         |
| 2     | Великобритания (Зои Кларк, Лавиаи Нильсен, Эйлид Дойл, Эмили Даймонд)                 | 3:25.00   |            |
| 3     | Польша (Малгожата Голуб, Ига Баумгарт, Александра Гаворская, Юстина Свенти)           | 3:25.41   | SB         |
| 4     | Франция (Эстель Перроссье, Дебора Сананес, Аньес Рааролаи, Элеа-Марьяма Диарра)       | 3:26.56   | SB         |
| 5     | Нигерия (Патьенс Джордж, Абике Эгбенийи, Глори Натаниэль, Инка Аджайи)                | 3:26.72   |            |
| 6     | Германия (Рут София Шпельмайер, Лаура Мюллер, Надин Гонска, Ханна Мергенталер)        | 3:27.45   |            |
| 7     | Ботсвана (Кристин Ботлогетсве, Лидия Джеле, Галефеле Мороко, Амантле Мончхо)          | 3:28.00   |            |
| 8 !   | Ямайка (Крисанн Гордон, Анниша Маклафлин-Уилби, Шерика Джексон, Новлен Уильямс-Миллс) | DNF       |            |